# イザード郡 (アーカンソー州)
イザード郡（イザードぐん、英: Izard County）は、アメリカ合衆国アーカンソー州の北部に位置する郡である。2010年国勢調査での人口は13,696人であり、2000年の13,249人から3.4%増加した。郡庁所在地はメルボーン市（人口1,848人）であり、同郡で人口最大の都市はホースシューベンド市（人口2,184人）である。イザード郡は1825年10月27日に州内13番目の郡として設立され、郡名は米英戦争の将軍でアーカンソー準州知事を務めたジョージ・イザードに因んで名付けられた。アルコールの販売が禁止される禁酒郡である。

## 地理
アメリカ合衆国国勢調査局に拠れば、郡域全面積は584.02平方マイル (1,512.6 km2)であり、このうち陸地580.68平方マイル (1,504.0 km2)、水域は3.34平方マイル (8.7 km2)で水域率は0.57%である。

### 主要高規格道路
| - アーカンソー州道5号線 - アーカンソー州道9号線 - アーカンソー州道56号線 - アーカンソー州道58号線 - アーカンソー州道69号線 | - アーカンソー州道69号線産業道路 - アーカンソー州道177号線 - アーカンソー州道223号線 - アーカンソー州道289号線 - アーカンソー州道354号線 |

### 隣接する郡
- フルトン郡 - 北
- シャープ郡 - 東
- インディペンデンス郡 - 南東
- ストーン郡 - 南西
- バクスター郡 - 北西

## 人口動態

人口ピラミッド

以下は2000年の国勢調査による人口統計データである。
| 基礎データ - 人口: 13,249人 - 世帯数: 5,440 世帯 - 家族数: 3,769 家族 - 人口密度: 9人/km2（23人/mi2） - 住居数: 6,591軒 - 住居密度: 4軒/km2（11軒/mi2） 人種別人口構成 - 白人: 96.41% - アフリカン・アメリカン: 1.44% - ネイティブ・アメリカン: 0.63% - アジア人: 0.11% - 太平洋諸島系: 0.02% - その他の人種: 0.26% - 混血: 1.13% - ヒスパニック・ラテン系: 1.00% 年齢別人口構成 - 18歳未満: 20.9% - 18-24歳: 7.1% - 25-44歳: 25.0% - 45-64歳: 25.8% - 65歳以上: 21.1% - 年齢の中央値: 43歳 - 性比（女性100人あたり男性の人口） - 総人口: 102.9 - 18歳以上: 100.9 | 世帯と家族（対世帯数） - 18歳未満の子供がいる: 25.5% - 結婚・同居している夫婦: 58.7% - 未婚・離婚・死別女性が世帯主: 7.5% - 非家族世帯: 30.7% - 単身世帯: 27.8% - 65歳以上の老人1人暮らし: 15.1% - 平均構成人数 - 世帯: 2.30人 - 家族: 2.78人 収入と家計 - 収入の中央値 - 世帯: 25,670米ドル - 家族: 32,313米ドル - 性別 - 男性: 22,389米ドル - 女性: 18,450米ドル - 人口1人あたり収入: 14,397米ドル - 貧困線以下 - 対人口: 17.2% - 対家族数: 13.6% - 18歳未満: 22.4% - 65歳以上: 13.7% |

## 都市と町
| - キャリコロック - フランクリン - グィオン | - ホースシューベンド - メルボーン - 郡庁所在地 - マウントプレザント | - オックスフォード - パインビル - ワイズマン |

## 郡区
アーカンソー州の郡はさらに郡区に小区分されている。各郡区には未編入領域と、編入済み自治体がある。現代の郡区にはその維持目的が限られたものになっている。アメリカ合衆国国勢調査局は郡区を元に人口を集計している。また系図調査など歴史的な目的には価値がある。1つ以上の郡区に入っている町や都市は統計調査に基づいて扱われる。イザード郡の郡区は下記リストの25区であり、その中に含まれる町や都市を括弧書きしている。
- アセンズ
- ベイカー（ホースシューベンドの小部分、オックスフォードの小部分）
- バーレンフォーク（マウントプレザントの一部）
- ビッグスプリング
- ブライアン
- クレイボーン
- ドライタウン（マウントプレザントの一部）
- フランクリン（フランクリン）
- ギッド
- グィオン（グィオン）
- ガスリー
- ジェファーソン（ホースシューベンド、フランクリンの一部）
- ラクロス（メルボーンの部分）
- ラファーティ
- ルネンバーグ
- ミルクリーク（メルボーンの大半）
- マウントオリーブ
- ニューバーグ（オックスフォードの小部分）
- ニューホープ（オックスフォードの大半）
- プレザントヒル
- セイジ（メルボーンの一部）
- ストロベリー
- ユニオン
- バイオレットヒル
- ホワイトリバー